# Antónia Moreira
Antónia Moreira de Fátima (Luanda, 26 de abril de 1982), é uma judoca angolana.

## Carreira
Antónia fez sua primeira participação nos Jogos Olímpicos em 2004, no qual perdeu na décima sexta rodada pela coreana do norte Kim Ryon-mi.
Ganhou diversas medalhas no período entre 2004 e 2005, respectivamente a prata e o ouro pela Campeonato Africano. Em 2008 ganhou uma medalha de bronze e em 2015 conseguiu outra medalha de ouro.
Nos Jogos Olímpicos de 2012 disputou a categoria dos 70 kg, sendo eliminada na segunda rodada por Yuri Alvear, da Colômbia.
Nas Olimpíadas de 2016 no Rio de Janeiro, Antónia competiu na mesma categoria, terminando em nono lugar depois de ter sido derrotada na segunda rodada pela alemã Laura Vargas Koch.